# اوسورگینو
اوسورگینو (به لاتین: Osorgino) یک منطقهٔ مسکونی در روسیه است که در باشقیرستان واقع شده‌است.